# Mazaeras conferta
Mazaeras conferta är en fjärilsart som beskrevs av Walker 1855. Mazaeras conferta ingår i släktet Mazaeras och familjen björnspinnare. Inga underarter finns listade i Catalogue of Life.